# Žrelnica
Žrêlnica ali faringeálna tonzíla je tonzila v svodu žrela.

## Anatomija
Žrelnica je limfno tkivo, podobno nebnici (mandeljnu), ki se nahaja visoko na zadnji steni žrela, takoj za nosno votlino. Žrelnica ima podobno vlogo kot mandlja. Le-ta je največja v zgodnjem otroštvu, kasneje pa se precej zmanjša.